# Егричка
Егричка (серб. Јегричка/Jegrička) — река на севере Сербии, правый приток Тисы. Протекает в автономном краю Воеводина, в историко-географическом регионе Бачка. Длина 65 км. Часто ошибочно называется самой длинной рекой Воеводины.
Егричка берёт начало к западу от села Маглич в центральной части Бачки. Сначала течёт на восток, протекая через сёла Деспотово, Равно-Село, Змаево и Сириг. Течёт параллельно каналу Дунай-Тиса-Дунай, пересекается Малым каналом. У Темерина делится на два рукава. Один рукав течёт на север, протекая рядом с селом Господинци, и теряется в болотах около города Жабаль. Второй рукав течёт на юго-восток и, образуя водохранилище (0,98 км²), используемое для разведения рыбы, и после плотины длиной 88 м впадает в Тису.
Течение Егрички медленное, речной сток прерывистый, соединяет ряд прудов и болот. Во время высокой воды они соединяются, и Егричка превращается в настоящую реку, которая доходит до Тисы. Причиной этого является небольшое падение реки — только 3 метров на 65-километровую длину (исток на высоте 76 м, а устье на высоте 73 м). Егричка сильно изменена человеком. Участок верхнего течения длиной 35 км, полностью канализирован и зарегулирован. На следующем участке, длиной 20 км, Егричка протекает через одноимённый природный парк. Последние 15 км река превращена в пруд.
В последнее время в газетах можно встретить данные, что Егричка — самая длинная река Воеводины. Это не так по двум причинам: во-первых, три других реки в Воеводине имеют большую длину: Кривая (109 км), Чик (95 км) и Мостонга (70 км), а во-вторых, Егричка теперь может считаться скорей каналом, чем рекой.
Начиная с 2003 года, река и её окрестности находятся в стадии предварительной защиты окружающей среды.